# 道の駅紀の川万葉の里
道の駅紀の川万葉の里（みちのえき きのかわまんようのさと）は、和歌山県伊都郡かつらぎ町窪にある国道24号の道の駅である。

## 施設
- 駐車場
  - 普通車：71台
  - 大型車：14台
  - 身障者用駐車場：3台
- トイレ
  - 男：大・小12
  - 女：8
  - 身障者用：2
- 公衆電話
- 休憩コーナー
- 歴史街道iセンター（情報コーナー）
- 物産品展示販売室
- スナックコーナー
- 展望デッキ

### 管理団体
- かつらぎ町

## 休館日
- 年中無休（スナックコーナーのみ不定休）

## アクセス
- 国道24号（国道480号重複区間） - 登録路線

## 周辺
- 紀の川
- 妹山・背山
- 和歌山県下水道公社
- JR和歌山線 西笠田駅
- 串柿の里
- 美嶋温泉
- 高野山